# 5927 Krogh
Az 5927 Krogh (ideiglenes jelöléssel (5927) 1938 HA) a Naprendszer kisbolygóövében található aszteroida. W. Dieckvoss fedezte fel 1938. április 19-én.